# Якоб II фон Виндиш-Грец
Якоб II фон Виндиш-Грец (на немски: Jacob II von Windisch-Graetz, Freiherr von Windisch-Graetz; * 1524; † 29 март 1577) е от 1551 г. фрайхер, господар на Виндиш-Грец (днес Словен градец, Словения) в Австрия.

## Произход и титла
Той е най-малкото дете (от осем деца) на Зигфрид фон Виндиш-Грец († 1541) и съпругата му Афра Грасвайн († 1553), дъщеря на Вилхелм Грасвайн (* ок. 1459) и Афра Винклер (* ок. 1463). Внук е на господар Якоб фон Виндиш-Грец (1443 – 1516) и Мария Граднер фон Еглизау († сл. 1502), дъщеря на Георг фон Граднер (* ок. 1415).
На 7 юли 1551 г. крал (по-късният император) Фердинанд I издига Якоб II и големия му брат Себастиан фон Виндиш-Грец (; * 1517; † 1579) (1517 – 1579), заедно с техните братовчеди Еразмус II († 1573/1575) и Панкрац (1525 – 1591), с ранг фрайхер (барон). На 18 май 1822 г. родът е издигнат на князе.

## Фамилия
Якоб II фон Виндиш-Грец се жени на 2 март 1558 г. за фрайин Анна Мария Велцер-Ебершайн († 14 октомври 1580), вдовица на Кристоф Кевенхюлер-Айхелберг (* 24 декември 1503; † 3 април 1557), дъщеря на Мориц IV Велцер-Ебершайн (1500 – 1555) и Мария Танцл фон Трацберг (1506 – 1560). Те имат пет деца:
- Вилхелм фон Виндиш-Грец (* ок. 1559; † 1610), фрайхер, женен на 22 октомври 1581 г. за фрайин Барбара Елизабет фон Колониц, дъщеря на фрайхер Кристоф фон Колонитс и фрайин Анна фон Херберщайн; имат пет деца
- Виктор фон Виндиш-Грец († 1594)
- Фелицитас фон Виндиш-Грец (* 1560; † 31 декември 1615, Лаксенбург), омъжена на 20 април 1578 г. в Грац за фрайхер Волфганг Зигмунд фон Ауершперг (* 1545; † 18 ноември 1598)
- Адам фон Виндиш-Грец (* 1560)
- Йохан II фон Виндиш-Грец (*1561; † 31 декември 1589), фрайхер, женен 1584 г. за Елизабет фон Ернау, вдовица на Раумшюсел; имат трима сина